# Ration de combat
Ne doit pas être confondu avec Ration alimentaire.

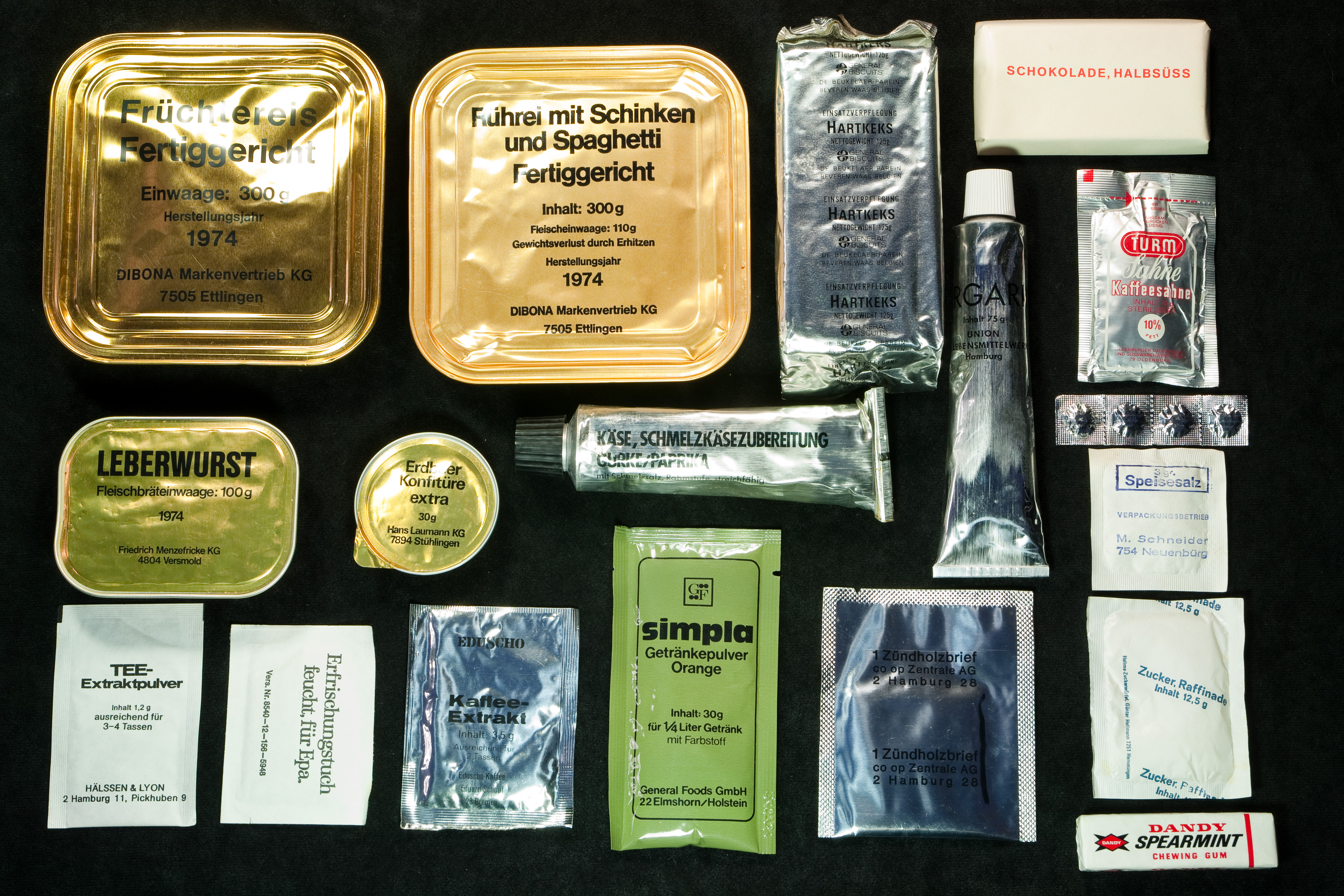
Contenu d'une ration de combat (kit individuel de type1) utilisée par la Bundeswehr en 1974, fermée et en bon état. Photographiée au musée d'histoire de Hambourg.

Une ration de combat ou ration de survie ou ration de campagne est un repas en conserve ou pré-emballé, facilement préparable et consommable, transporté par les militaires sur le terrain, au combat, en première ligne ou dans les endroits où il n'y a pas d'installations pour se restaurer,. Elle se distingue des rations militaires régulières pour sa préparation rapide d'où l'utilisation de conserve, d'aliments pré-cuits ou lyophilisés, de boissons en poudre et de barres alimentaires, ainsi que pour sa longue durée de conservation. De tels repas peuvent aussi se révéler précieux pour les opérations de secours, ou humanitaires, pour fournir un soutien nutritionnel de base avec l'avantage d'un nombre important de repas en stock et un format « tout compris » facilitant la distribution.
Les noms utilisés pour désigner les rations de campagne varient selon les armées et les types, et comprennent notamment « ration de combat », « paquet de ration », « ration de guerre », « ration de fer », « paquet alimentaire », « paquet de ration opérationnelle » ou « repas prêt à consommer »  ; ce dernier terme est largement utilisé mais informel, et décrit plus précisément une ration de campagne spécifique aux États-Unis, dont la conception et la configuration sont utilisées dans le monde entier depuis son introduction à la fin du XXe siècle.
Généralement, les armées dans le monde adaptent leurs repas aux goûts nationaux ou ethniques.

## Autres appellations
Lorsqu'ils sont vendus sous forme de biscuits, ces rations de survie portent le surnom de "cracker catastrophe" ou "biscuit d'urgence".

## Galerie

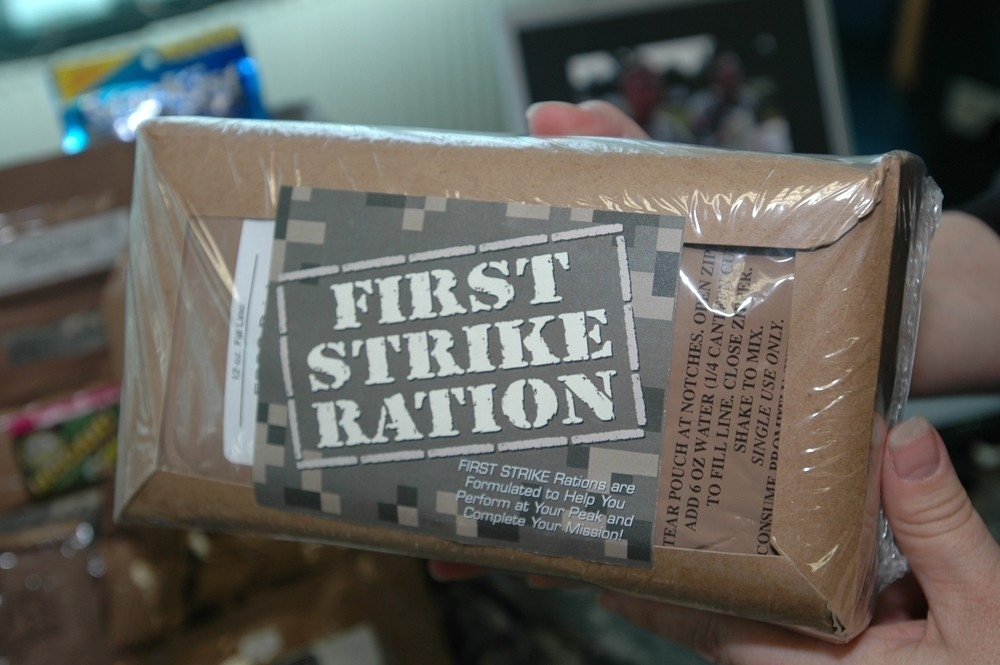
First Strike Ration, une ration de combat compacte de l'US Army pour les soldats sur le terrain.
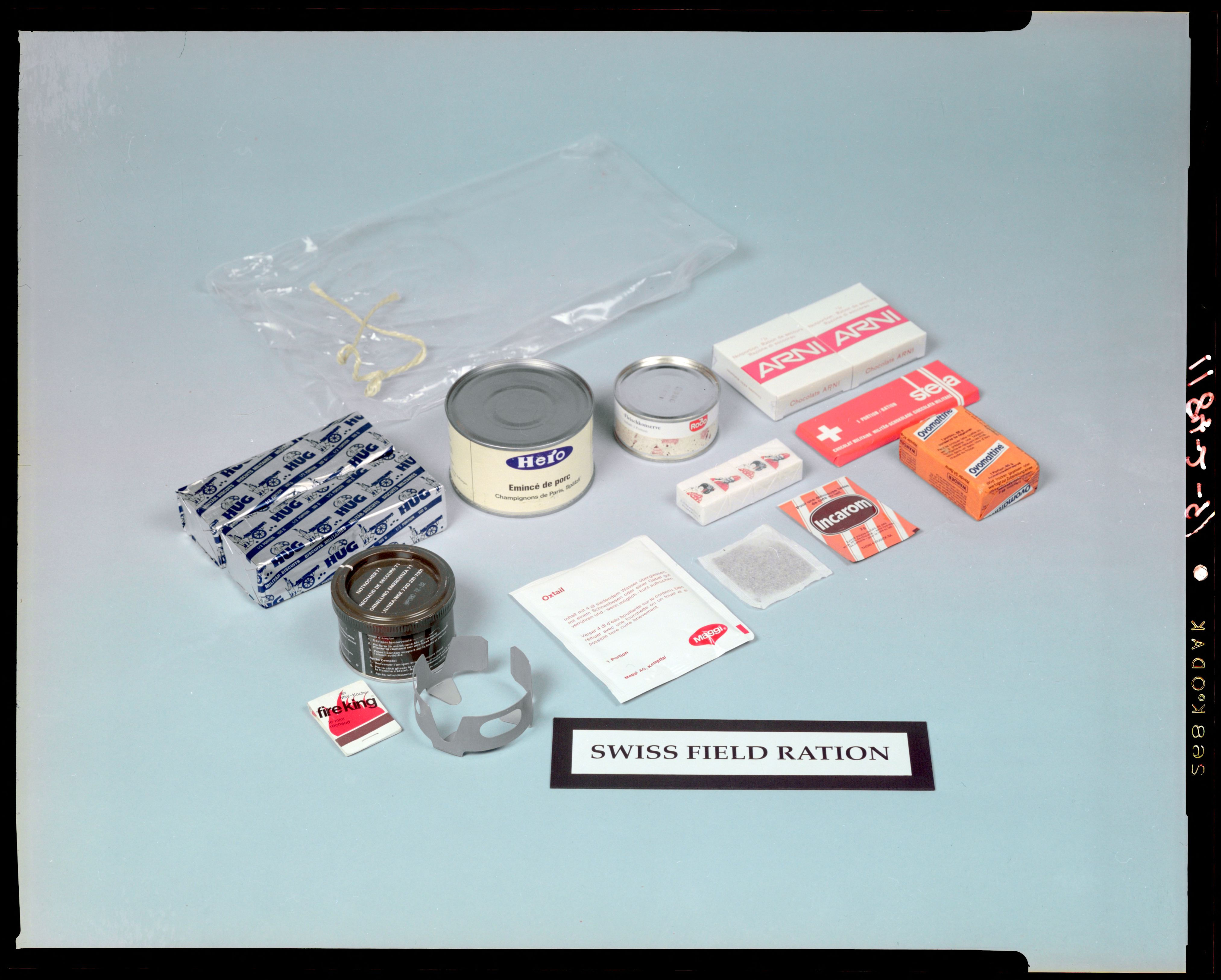
Ration militaire de l'armée suisse, avec une conserve Hero et Roco, soupe lyophilisée Maggi, réchaud Sterno, paquets de biscuit militaire de l'Armée suisse, du chocolat militaire suisse et de l'Ovomaltine.